# Burnham (Maine)
Burnham es un pueblo ubicado en el condado de Waldo en el estado estadounidense de Maine. En el Censo de 2010 tenía una población de 1.164 habitantes y una densidad poblacional de 10,9 personas por km².

## Geografía
Burnham se encuentra ubicado en las coordenadas 44°41′19″N 69°23′5″O / 44.68861, -69.38472. Según la Oficina del Censo de los Estados Unidos, Burnham tiene una superficie total de 106.77 km², de la cual 100.73 km² corresponden a tierra firme y (5.66%) 6.05 km² es agua.

## Demografía
Según el censo de 2010, había 1.164 personas residiendo en Burnham. La densidad de población era de 10,9 hab./km². De los 1.164 habitantes, Burnham estaba compuesto por el 98.37% blancos, el 0.17% eran afroamericanos, el 0.17% eran amerindios, el 0.17% eran asiáticos, el 0% eran isleños del Pacífico, el 0.09% eran de otras razas y el 1.03% pertenecían a dos o más razas. Del total de la población el 0.34% eran hispanos o latinos de cualquier raza.